# Rio Fanado
O rio Fanado é curso de água do vale do Jequitinhonha, em Minas Gerais, Brasil, afluente da margem direita do rio Araçuaí e subafluente do rio Jequitinhonha. Leva água a importantes áreas urbanas da região como a cidade de Minas Novas.
O rio Fanado nasce no município de Angelândia, onde ao passar pela cidade e poluído com diversos tipos de resíduos, atualmente existe um projeto de tratamento do esgoto mas a anos a construção da estação de tratamento está parada, falta fiscalização dos poderes públicos para resolver a situação, falta também conscientização dos proprietários de terras para preservar as nascentes que integram a sua bacia hidrográfica que fica no município de Angelândia.